# Asociación de Mujeres Africanas en Matemáticas
La Asociación Africana de Mujeres en Matemáticas (AWMA, por sus siglas en inglés) es una sociedad profesional cuya misión es promover las matemáticas entre las mujeres y niñas africanas, apoyar las carreras de mujeres en matemáticas, crear igualdad de oportunidades y de trato en la comunidad matemática africana y crear una reunión lugar para las mujeres africanas matemáticas. La AWMA se fundó en 2013. AWMA tiene aproximadamente 300 socias de más de 30 países y de todas las regiones de África.

## Historia
En 1986, la Unión Africana de Matemáticas fundó la comisión sobre mujeres y matemáticas (AMUCWMA). En la conferencia de AMUCWMA de 2012 en Uagadugú, que atrajo a más de 70 asistentes, se publicó el estado de las mujeres en matemáticas en África. La principal recomendación fue crear una asociación para mujeres matemáticas africanas. Se celebró otra conferencia poco después, en julio de 2013, en Ciudad del Cabo. Uno de los objetivos principales de la conferencia fue formar una asociación de mujeres africanas en matemáticas. El 19 de julio de 2013, en la conferencia, se formó oficialmente la Asociación de Mujeres Africanas en Matemáticas. El objetivo principal era "la promoción de las matemáticas en África y la promoción de las matemáticas entre las niñas y mujeres de África". 
La primera conferencia de la AWMA se celebró en julio de 2015 en Naivasha, Kenia. El tema de la conferencia fue Women in Mathematics for Social Change and Sustainable Livelihoods (Mujeres en Matemáticas para el Cambio Social y Medios de Vida Sostenibles).  A partir de octubre de 2020, la asociación organiza seminarios virtuales debido a la pandemia de COVID-19. El primero de estos seminarios fue organizado por Aissa Wade sobre estructuras de contacto complejas y variedades de Jacobi.
La AWMA ha colaborado con la Unión Matemática Africana, el Centro Internacional de Matemáticas Puras y Aplicadas y Mujeres Europeas en Matemáticas.  Crearon su sitio web en 2015, con la ayuda del comité de Mujeres en Matemáticas de la Unión Matemática Internacional.
En coordinación con otras organizaciones, la AWMA celebra a las mujeres en matemáticas el 12 de mayo. La fecha fue elegida por el cumpleaños de Maryam Mirzakhani.

## Organización
Durante la formación de la organización, Marie Françoise Ouedraogo fue elegida presidenta, Joséphine Guidy Wandja vicepresidenta de África Occidental, Rebecca Walo Omana vicepresidenta de África Central, Schehrazad Selmane vicepresidenta de África del Norte, Yirgalem Tsegaye, vicepresidenta de África Oriental, y Sibusiso Moyo, vicepresidenta de África Austral. El grupo es una organización sin ánimo de lucro. Las decisiones se toman por mayoría simple y los cambios constitucionales se hacen por mayoría de dos tercios. Se celebra una asamblea general al menos una vez cada dos años.
Los propósitos de la organización son:
- Alentar a las mujeres africanas a iniciar y continuar sus estudios en matemáticas y promover las matemáticas entre las mujeres.
- Apoyar a las mujeres africanas que desean o desean carreras en investigación en matemáticas o campos relacionados con las matemáticas.
- Proporcionar un lugar de encuentro para estas mujeres.
- Fomentar las comunicaciones científicas internacionales entre las mujeres africanas dentro y entre los campos de las matemáticas.
- Promover la igualdad de oportunidades y de trato entre mujeres y hombres en la comunidad matemática africana.
- Aumentar el acceso de las mujeres africanas a los beneficios socioeconómicos de las matemáticas.
- Aumentar el acceso de las mujeres africanas a las subvenciones.
- Brindar tutoría a estudiantes africanas en instituciones primarias, secundarias y terciarias, tanto a nivel de pregrado como de posgrado.
- Promover la participación de AWMA en el desarrollo de África.
- Cooperar con grupos y organizaciones con objetivos similares.
- Promover la cooperación y el intercambio de ideas en la investigación matemática y la enseñanza de las matemáticas.
- Estimular la comunicación entre mujeres en matemáticas en África.
- Organizar seminarios de investigación y coloquios en matemáticas en África.
- Promover visitas a África de eminentes mujeres y hombres en matemáticas de otros continentes y organizar visitas interdepartamentales y visitas de intercambio.
- Promover visitas a países africanos de mujeres y hombres eminentes en matemáticas de África y de la diáspora africana.
- Buscar y mantener contactos con otras asociaciones de matemáticas dentro y fuera de África, siempre que los objetivos y propósitos de dichas otras asociaciones sean consistentes con los objetivos y propósitos de la asociación.
- Producir una publicación de investigación e información y cualquier otra publicación que se considere valiosa para la promoción de los objetivos anteriores.
- Dotar premios y reconocimientos en matemáticas.
- Llevar a cabo, cualquier acto, plan o empresa destinados a promover los objetivos de la Asociación.